# Sheldon Adelson
Sheldon Gary Adelson (4. srpna 1933 Boston – 11. ledna 2021 Malibu) byl americký obchodní magnát a miliardář. Narodil se na předměstí Bostonu do rodiny židovských imigrantů z Velké Británie. Byl předsedou a výkonným ředitelem společnosti Las Vegas Sands Corporation, jejíž dceřiná společnost Venetian Macao Limited provozuje v Las Vegas luxusní hotel a casino The Venetian a Sands Expo and Convention Center. Adelson, který měl silné proizraelské názory, též vlastnil izraelský deník Jisra'el ha-jom. Časopis Forbes jej zařadil do svého žebříčku Forbes 400 jako patnáctého nejbohatšího člověka planety. Jeho osobní majetek byl k roku 2014 odhadován na 38 miliard dolarů. Vyrůstal v mimořádně chudých poměrech, v pouhých dvanácti rozjel první podnikání, když si otevřel novinový stánek.
V roce 1948 si půjčil od svého strýce 10.000 USD (ekvivalent 106.413 USD v roce 2019), aby mohl zahájit podnikání s automaty na výrobu cukrovinek. Navštěvoval City College of New Yorku, ale školu nedokončil. Pokusil se stát reportérem, ale když se mu to nepodařilo, narukoval do armády.